# Conus stearnsi
Conus stearnsi é uma espécie de gastrópode do gênero Conus, pertencente à família Conidae.